# Edward Hicks
Edward Hicks (Attleboro, 4 april 1780 – Newtown, 23 augustus 1849) was een Amerikaans volksschilder en vooraanstaand predikant van de Vereniging van Vrienden (ook bekend als "quakers"). Hij werd een quaker-icoon vanwege zijn schilderijen.

## Biografie

### Vroege leven

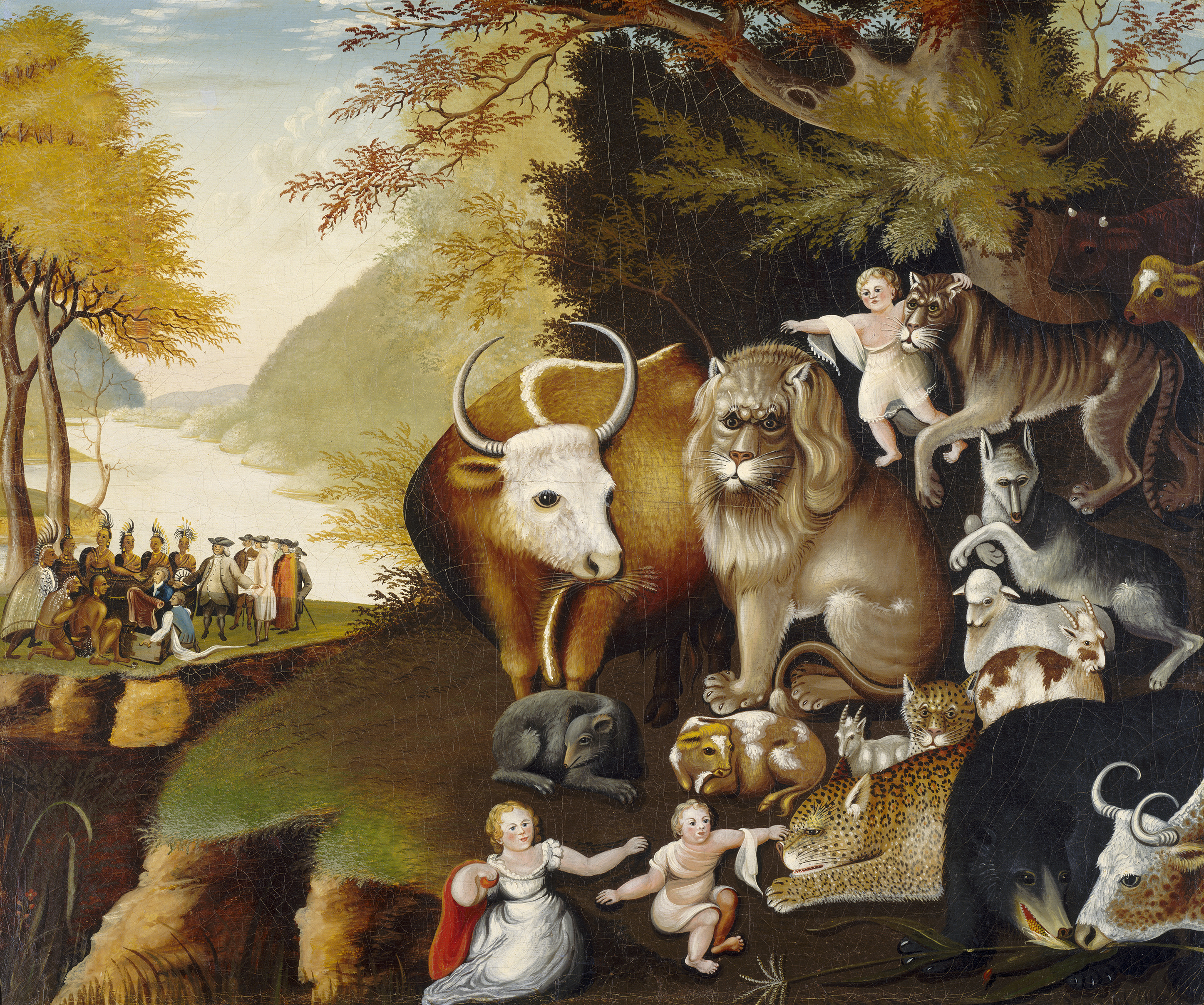
Edward Hicks, The Peaceable Kingdom (1826), National Gallery of Art, Washington

Edward Hicks werd geboren in het huis van zijn grootvader in Attleboro (nu Langhorne), in Bucks County (Pennsylvania). Zijn ouders waren anglicaans. Isaac Hicks, zijn vader, was een Loyalist die zonder geld zat na de Britse nederlaag in de Amerikaanse Onafhankelijkheidsoorlog. Nadat Edwards moeder was overleden toen hij achttien maanden oud was, voedde Matron Elizabeth Twining – een goede vriendin van zijn moeder – hem op als een eigen kind op hun boerderij, bekend als de Twining Farm. Hij woonde blijkbaar ook op de David Leedom Farm. Ze leerde hem ook de quaker-overtuigingen, die een grote invloed hadden op de rest van zijn leven.
Op dertienjarige leeftijd begon Hicks een stage bij wagenmakers William en Henry Tomlinson. Hij verbleef zeven jaar bij hen, waarin hij leerde koetsen te schilderen. In 1800 verliet hij de firma Tomlinson om zelfstandig zijn brood te verdienen als huisschilder en koetsier, en in 1801 verhuisde hij naar Milford om te werken voor Joshua C. Canby, een wagenmaker.
In deze fase van zijn leven was Hicks, zoals hij later in zijn memoires schreef, "naar mijn eigen mening een zwakke, eigenzinnige jongeman ... buitengewoon dol op zingen, dansen, licht amusement en het gezelschap van jonge mensen, en ook vaak scheldwoorden". Ontevreden over zijn leven, begon hij regelmatig quaker-bijeenkomsten bij te wonen, en in 1803 werd hij aangenomen voor het lidmaatschap van de Society of Friends. Later dat jaar trouwde hij met een quaker-vrouw genaamd Sarah Worstall.

### Werkcarrière

A Peaceable Kingdom with Quakers Bearing Banners (1829-1830), Terra Foundation for American Art.

In 1812 registreerde zijn gemeente hem als predikant, en tegen 1813 begon hij door Philadelphia te reizen als een quaker-prediker. Om de reiskosten te dekken en om zijn groeiende gezin te ondersteunen, besloot Hicks zijn beroep uit te breiden tot het schilderen van huishoudelijke voorwerpen en landbouwmachines, evenals uithangborden in de herberg. Zijn schildersvak was lucratief, maar het maakte sommigen in de quaker-gemeenschap van streek, omdat het in tegenspraak was met de gewoonten die ze respecteerden. In 1815 gaf Hicks kortstondig de decoratieve schilderkunst op en probeerde hij zijn gezin te onderhouden door middel van landbouw, terwijl hij ook doorging met het eenvoudige, utilitaire type schilderij dat zijn quaker-buren acceptabel vonden. Zijn financiële problemen namen alleen maar toe, omdat utilitaire schilderkunst minder lonend was en Hicks niet de ervaring had die hij nodig had om het land te bewerken of om in de eerste plaats een boerderij te runnen.
In 1816 verwachtte zijn vrouw een vijfde kind. Nadat een familielid van Hicks, op aandringen van Hicks' goede vriend John Comly, weer met hem over schilderen had gesproken, ging Hicks verder met decoratief schilderen. Deze vriendelijke suggestie redde Hicks van een financiële ramp en behield zijn levensonderhoud niet als quaker-minister maar als quaker-artiest. Rond 1820 maakte Hicks de eerste van zijn vele schilderijen van The Peaceable Kingdom. Hicks' schildersezelschilderijen werden vaak gemaakt voor familie en vrienden, niet voor de verkoop, en decoratieve schilderkunst bleef zijn belangrijkste bron van inkomsten.
In 1827 vormde zich een schisma binnen de Religious Society of Friends, tussen Hicksites (genoemd naar Hicks' neef Elias Hicks) en Orthodox Friends. Toen nieuwe kolonisten de quaker-gemeenschap in Pennsylvania aanwakkeren, vertakten velen zich in sekten waarvan de verschillen soms met elkaar in strijd waren, wat Hicks enorm ontmoedigde om door te gaan met prediken. Desalniettemin was Hicks tijdens zijn leven beter bekend als minister dan als schilder. Hij is begraven op Newtown Friends Meetinghouse Cemetery in Newtown Township, Bucks County, Pennsylvania.

### Schilderen
Quaker-opvattingen verbieden een weelderig leven of het hebben van buitensporige hoeveelheden objecten of materialen. Omdat hij zijn werk als predikant en schilder niet tegelijkertijd kon volhouden, ging Hicks over naar een leven van schilderen, en hij gebruikte zijn doeken om zijn overtuigingen over te brengen. Hij was niet beperkt door de regels van zijn gemeente en kon vrijelijk uitdrukken wat religie niet kon: de menselijke geloofsopvatting.

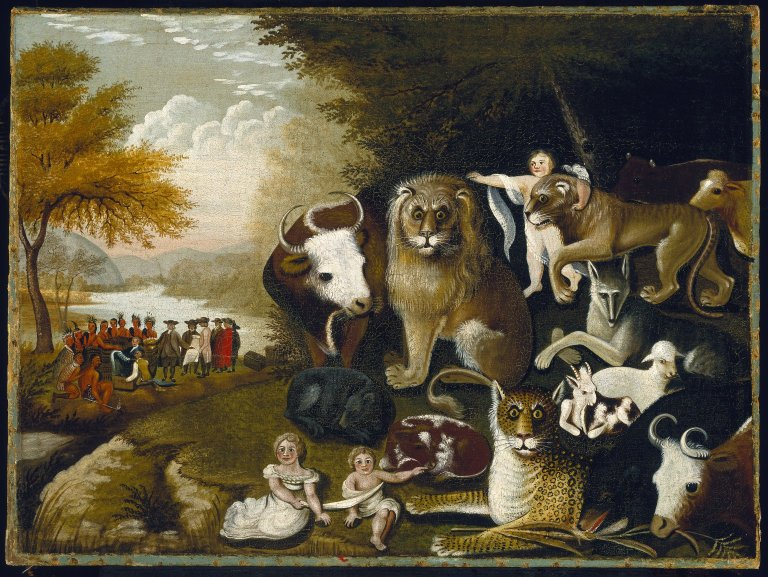
Een van de meer dan 60 versies van The Peaceable Kingdom geschilderd door Hicks, ca. 1833-1834. Brooklyn Museum

Hoewel het niet als een religieus beeld wordt beschouwd, is Hicks' Peaceable Kingdom een voorbeeld van de quaker-idealen. Hicks schilderde 62 versies van deze compositie. De dieren en kinderen zijn ontleend aan Jesaja 11: 6–8 (ook herhaald in Jesaja 65:25), inclusief de leeuw die stro eet met de os. Hicks gebruikte zijn schilderijen als een manier om zijn centrale interesse te definiëren, namelijk de zoektocht naar een verloste ziel. Dit thema kwam ook uit een van zijn theologische overtuigingen.
Hicks' werk werd beïnvloed door een specifiek quaker-geloof dat het Innerlijke Licht wordt genoemd. George Fox en andere oprichtende quakers hadden de doctrine van het Innerlijke Licht opgesteld en gepredikt. Fox legde uit dat, naast schriftuurlijke kennis, veel mensen verlossing bereiken door hun eigen wil over te geven aan de goddelijke kracht van Christus en de "Christus binnenin". Dit concept van "Christus in jou" is afgeleid van de Bijbel Kolossenzen 1:27. Hicks beeldde mensen en dieren af om het idee van het Innerlijke Licht te vertegenwoordigen om fysieke barrières (van verschil tussen twee individuen) te doorbreken om in vrede samen te werken en te leven. Veel van zijn schilderijen illustreren dit concept verder met afbeeldingen van Native Americans die de kolonisten van Pennsylvania ontmoeten, met William Penn prominent onder hen.
Hicks bewonderde Penn als een tegenstander van de Britse macht in Amerika, en hij hoopte dat Penn zou kunnen bijdragen aan hervormingen. Net als Penn verzette Hicks zich tegen de Britse hiërarchie. Hicks waardeerde Penn het meest voor het sluiten van het verdrag van Pennsylvania met de Native Americans, omdat het een staat was die de quaker-gemeenschap sterk bevorderde.

### Tentoonstelling

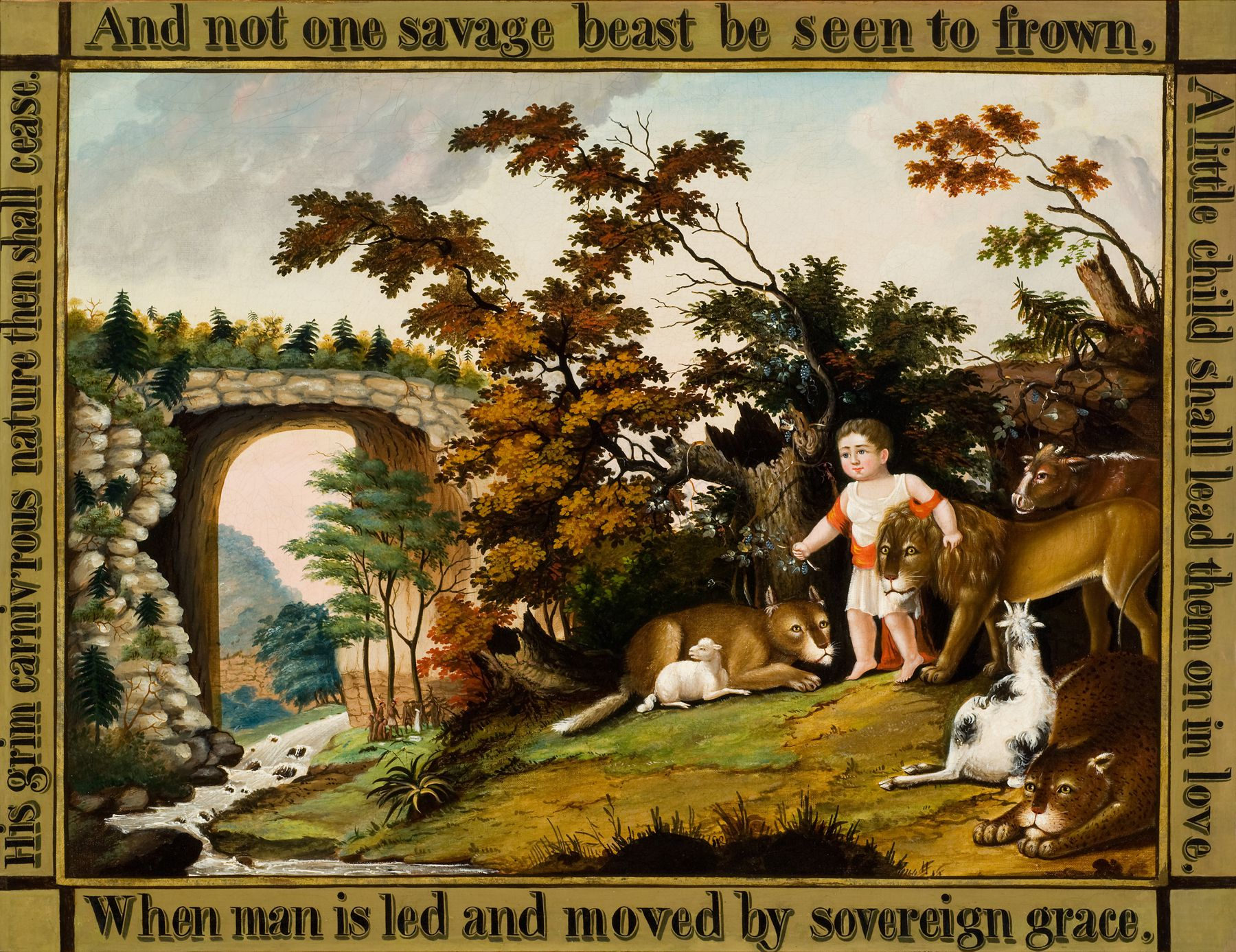
Peaceable Kingdom of the Branch, olieverf op canvas, ca. 1826-1830. Reynolda House Museum of American Art

De eerste grote tentoonstelling van Hicks vond plaats in 1860 in Williamsburg, Virginia. Het kreeg gemengde recensies vanwege Hicks' gewoonte om verschillende arrangementen keer op keer te herhalen. Hicks' eerste presentatie van werk was in 1826. Kingdoms of the Branch bevond zich op dat moment in het Philadelphia Museum of Art. Hicks gebruikte Penn and the Native Americans om Jesaja's profetie volledig te parafraseren.
Zijn werk was vaak gericht op religieuze onderwerpen, terwijl hij actuele gebeurtenissen gebruikte om ze te portretteren. Hicks bracht betekenis over door middel van symbolen, en afgebeelde roofdieren (zoals leeuwen) en prooi (zoals lammeren) naast elkaar om een thema van vrede te laten zien. Peaceable Kingdoms of the Branch (1826-1830), bevindt zich nu in Reynolda House, Museum of American Art, Winston-Salem, NC. Het is een opmerkelijk voorbeeld van de nalatenschap van Hicks.
Een speciale collectie over Hicks behoort tot het bezit van de Newtown Historic Association.

### Werk
Hicks' versie uit 1834 van "Peaceable Kingdom" en de 1845-versie van "The Residence of David Twining" vertonen veel gelijkenissen (zie de tweede en de derde van de schilderijen hieronder). Ten eerste lijkt het rechtergedeelte van beide schilderijen het meest overladen gebied te zijn, waarin de grootte van elk object het belang ervan lijkt te weerspiegelen, ongeacht zijn positie in de ruimte. Beide schilderijen laten zien dat mensen en dieren met elkaar omgaan, en roepen een gevoel van gemeenschap op omdat de mensen worden afgeschilderd als iemand die iets probeert te bereiken. In het geval van "Peaceable Kingdom" zijn er kolonisten op de achtergrond die een verdrag met de indianen ondertekenen.
Rust en vrede, in plaats van abrupte actie, kenmerken Hicks' composities. Veel van de vormen in zijn werk lijken organisch, vloeiend en zacht. Men moet goed letten op de gebaren van individuen en dieren in zijn schilderijen om betekenis te ontlenen. Hicks gebruikt kleine detailvariaties als een manier om kijkers te dwingen aandacht te besteden aan inhoud, doordat ze opzettelijk en doelgericht zijn.
Er zijn bepaalde compositorische structuren en patronen die Hicks volgt in al zijn werk. Hoewel de ruimte op het beeldvlak van deze schilderijen ondiep lijkt, wordt diepte gecreëerd door objecten en de grootte van objecten, en in de tweede plaats door licht en schaduw. De voorgrond, middengrond en achtergrond worden allemaal bepaald door objecten, dieren, landschap, mensen en skylines.
Hicks schilderde bijna altijd buitentaferelen, waarbij de lichtbron de zon of lucht is. De kleurenschema's van zijn werk zijn niet ingewikkeld, en binnen een schilderij zoals "Peaceable Kingdom" hebben veel van de kleuren dezelfde warmte of bruine tint. Dit is een andere manier waarop Hicks uniformiteit of vrede probeert over te brengen. De meeste van deze schilderijen zijn asymmetrisch uitgebalanceerd om acties weer te geven die plaatsvinden tussen groepen mensen en dieren binnen het werk.

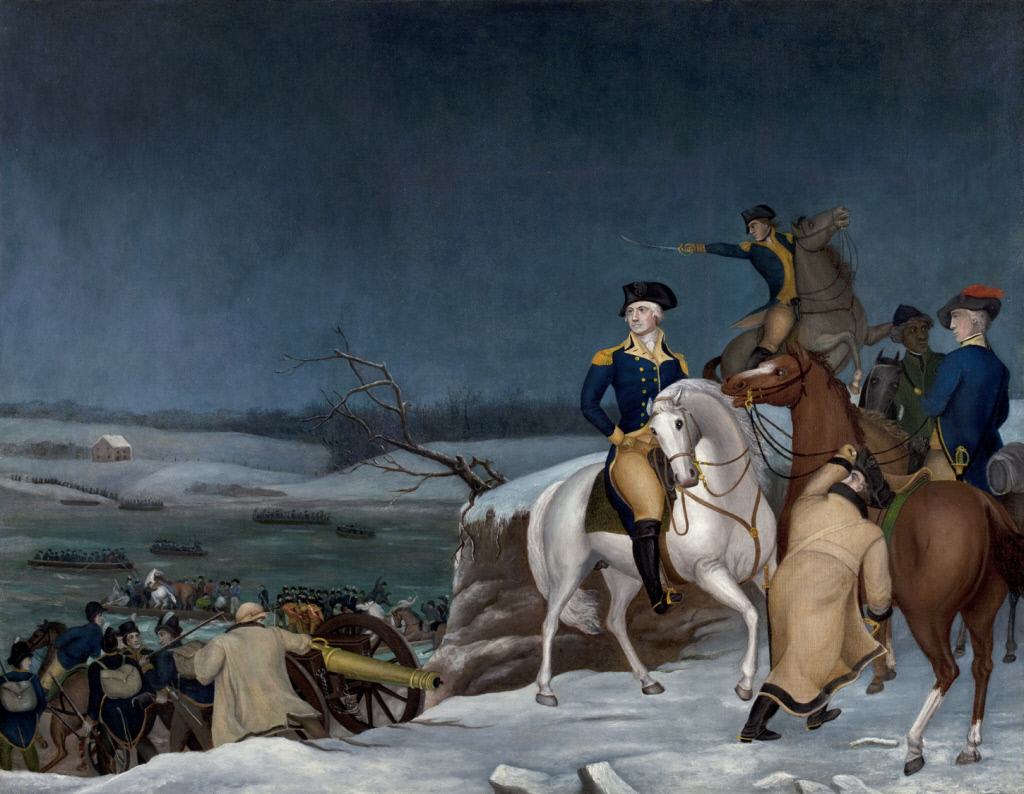
Washington at the Delaware, (ca. 1849)
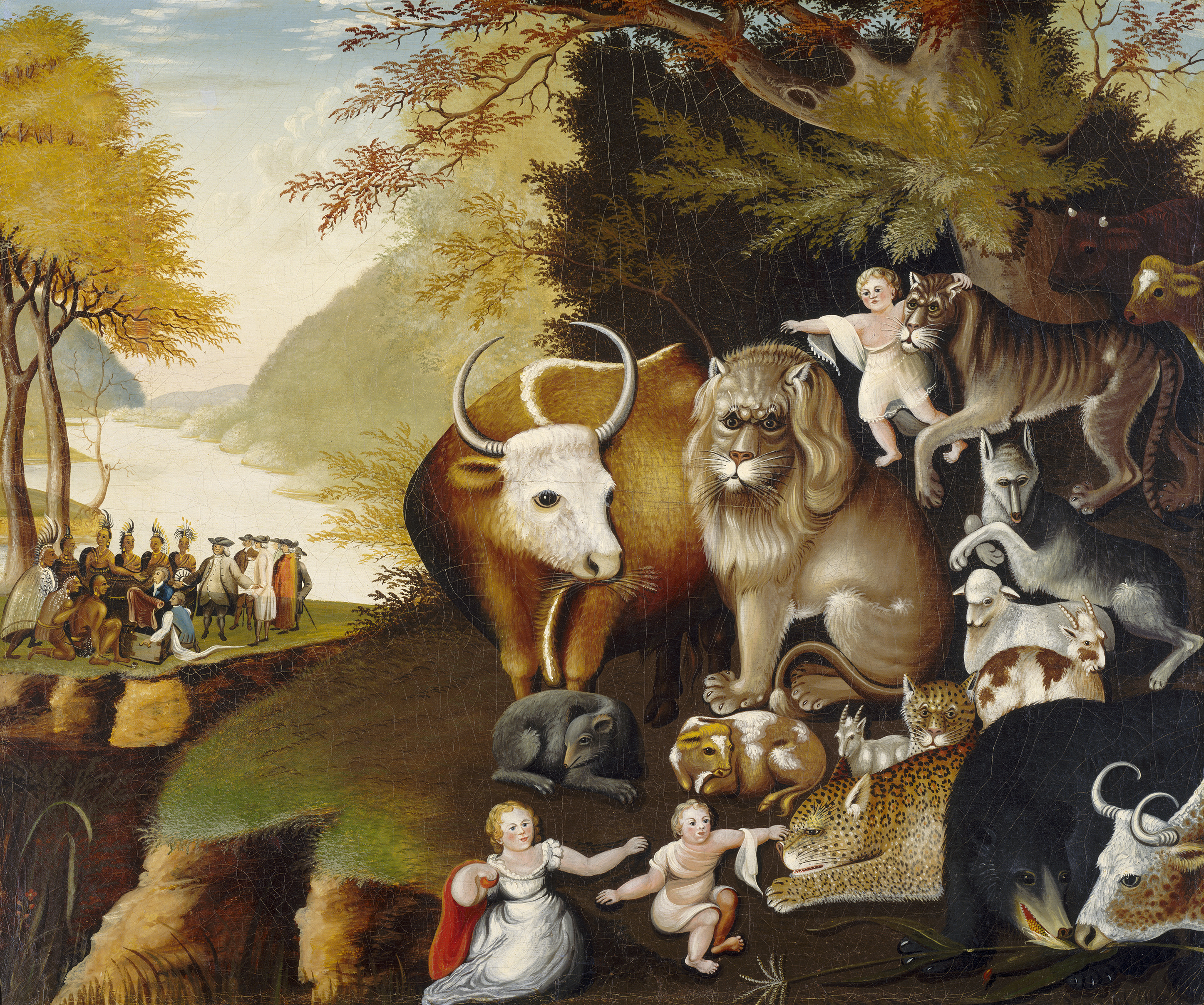
The Peaceable Kingdom, (ca. 1834)
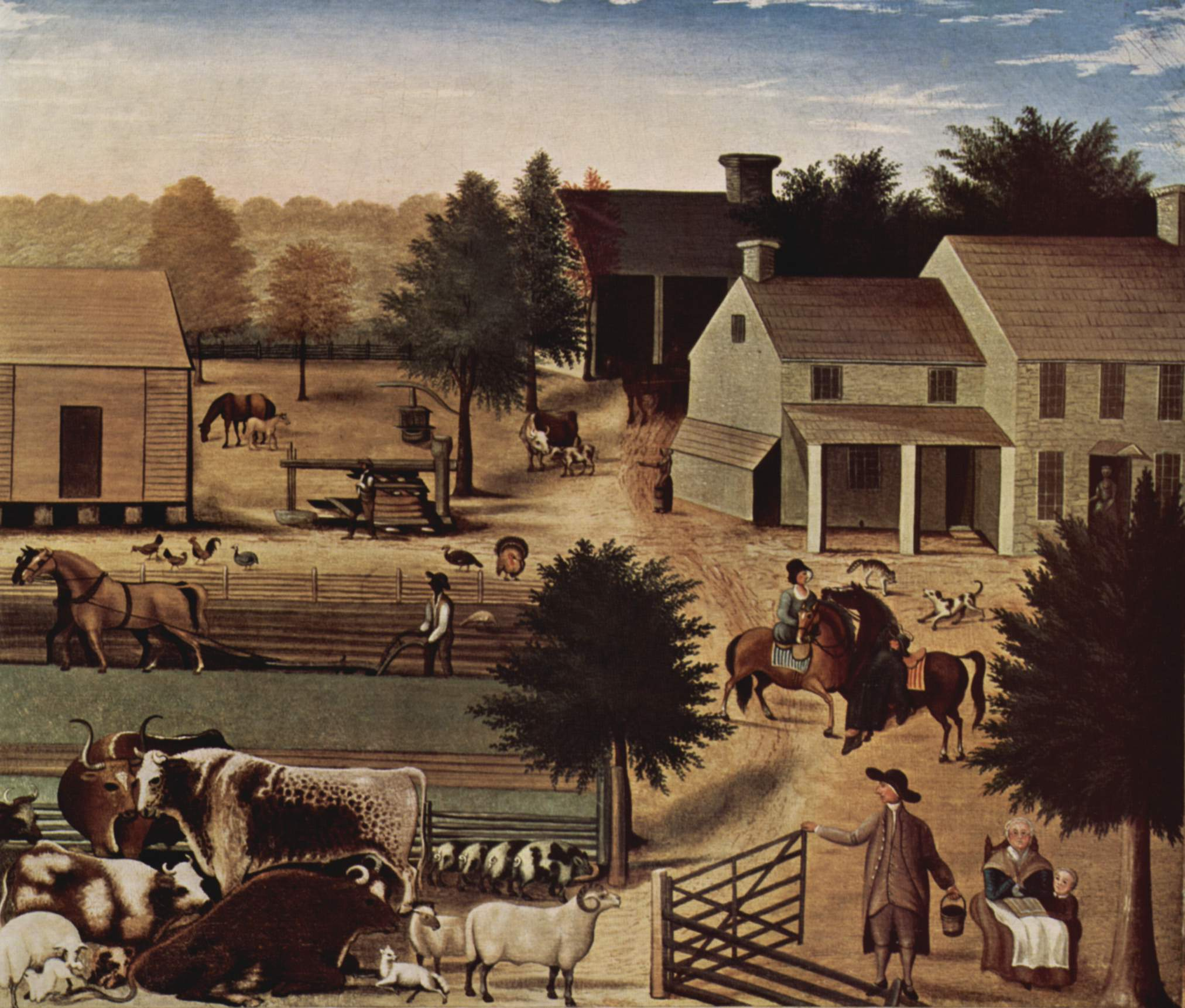
The Residence of David Twining,  (1845-1848), Abby Aldrich Rockefeller Folk Art Collection
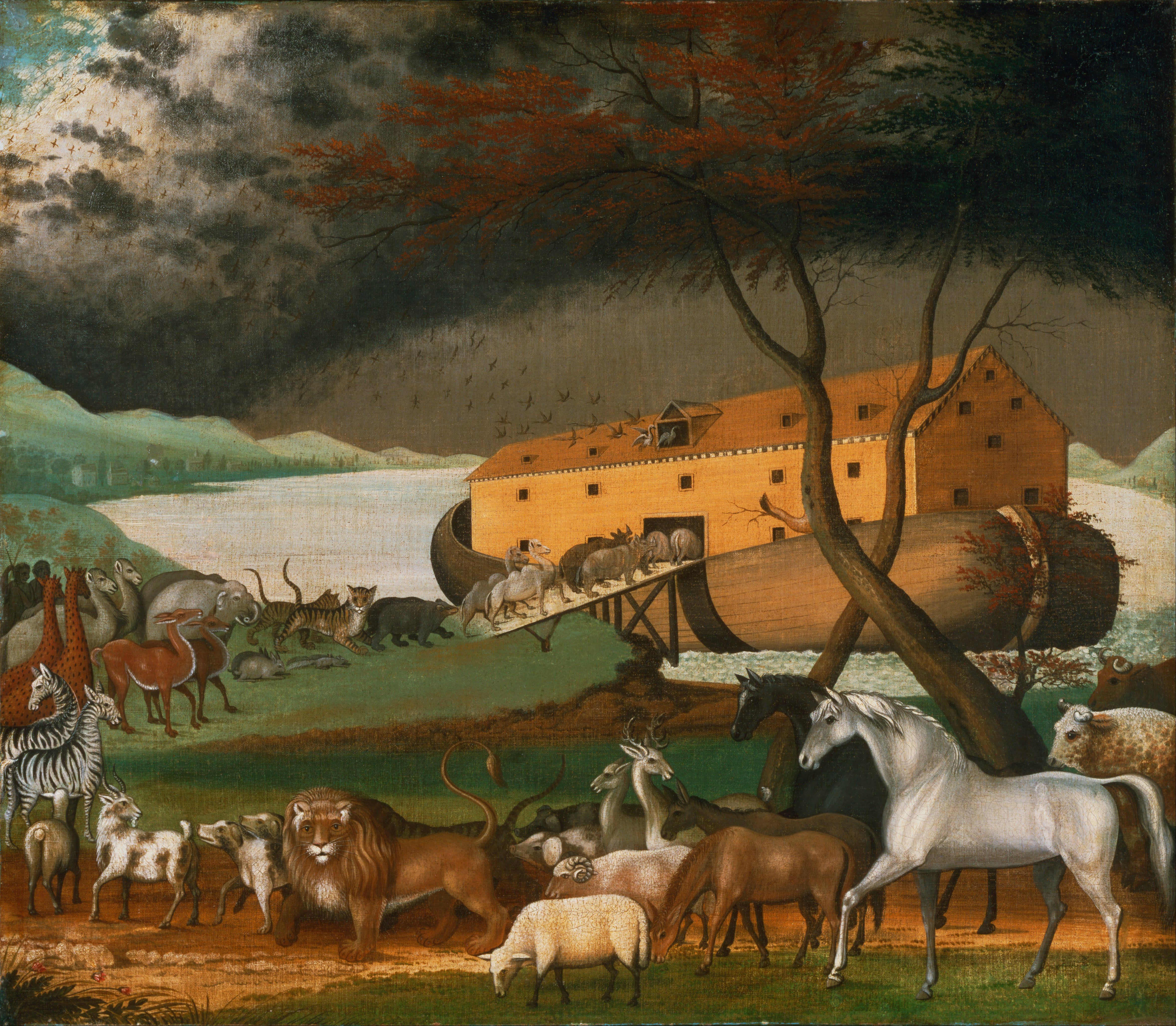
Noah's Ark (1846), Philadelphia Museum of Art
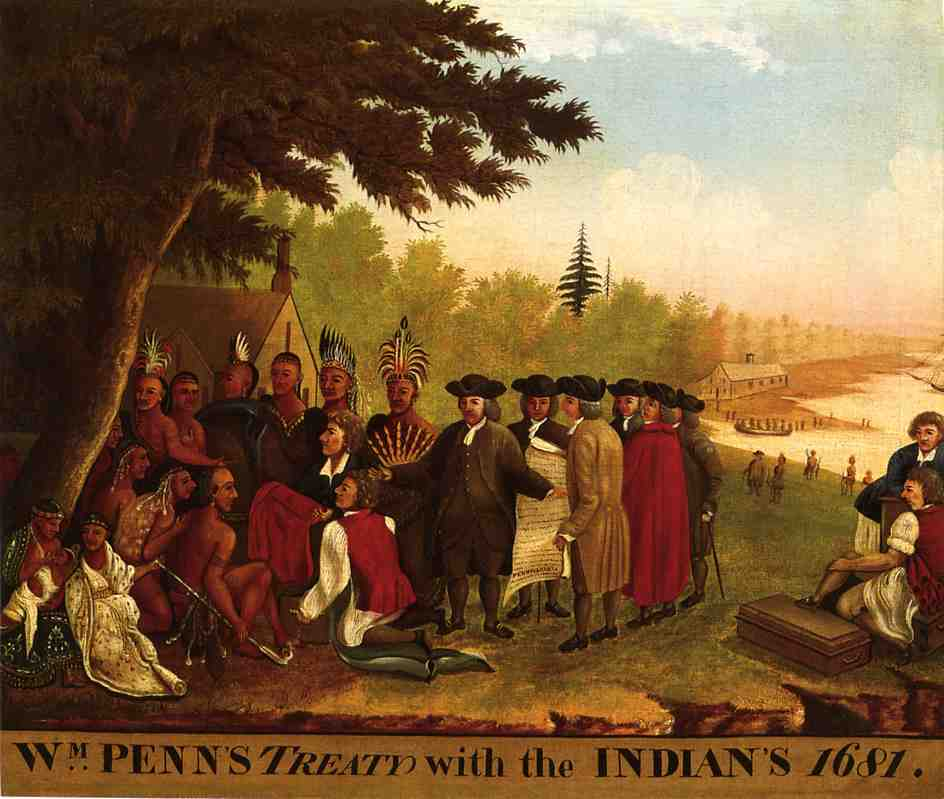
Penn's Treaty (1847), privécollectie
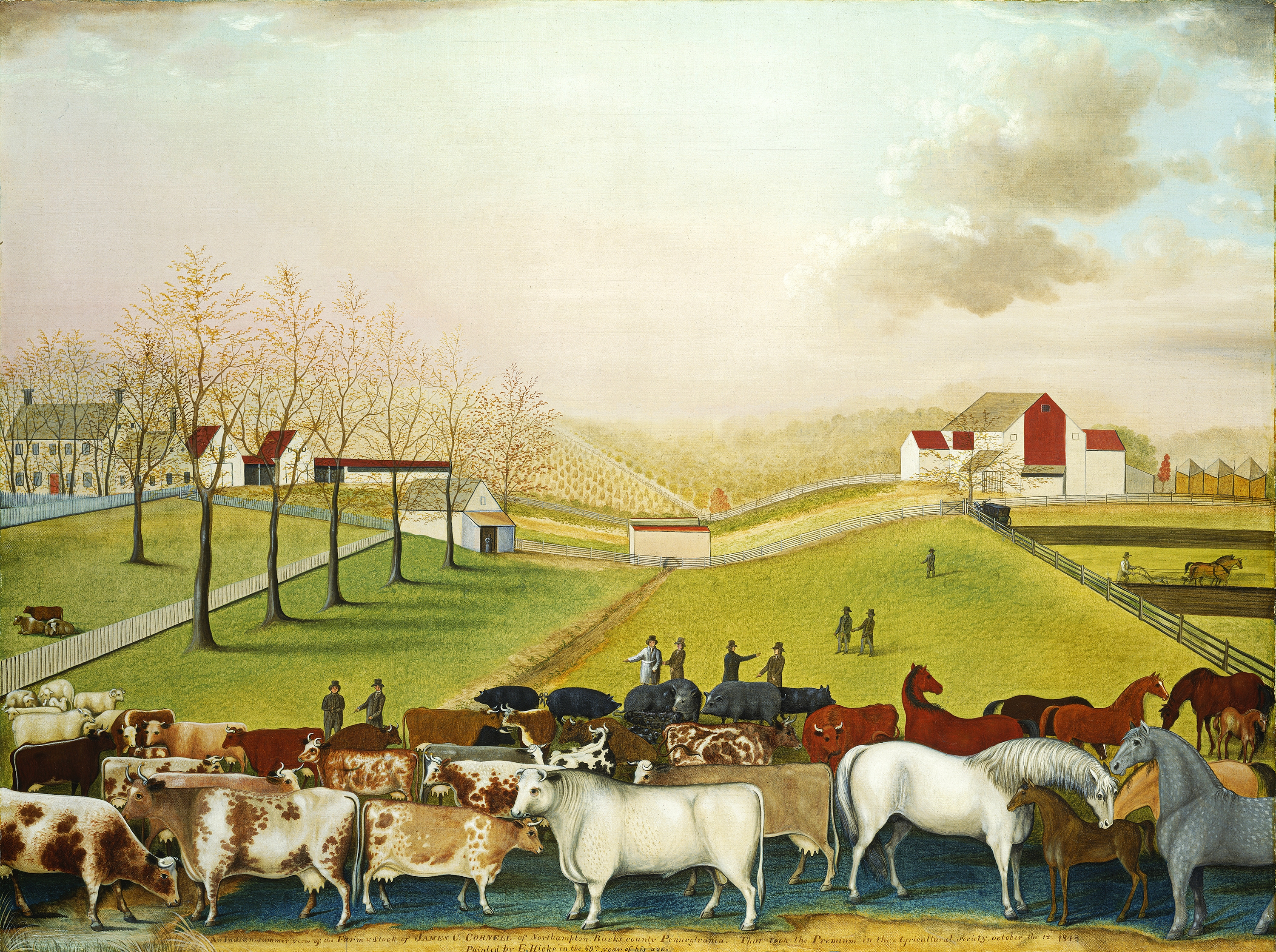
The Cornell Farm (1848), National Gallery of Art

## Enkele werken en hun locaties
- The Residence of David Twining 1785, 1846, American Folk Art Museum, New York
- The Peaceable Kingdom, ca. 1833, Worcester Art Museum, Worcester (Massachusetts)
- The Falls of Niagara, ca. 1825, en The Peaceable Kingdom, ca. 1830-1832, Metropolitan Museum of Art, New York
- Penn's Verdrag met de Indianen, ca. 1830-1840, Museum voor Schone Kunsten, Houston
- Noah's Ark, 1846 en  The Peaceable Kingdom , ca. 1844-1846, Philadelphia Museum of Art, Philadelphia
- Grave of William Penn , 1847, Newark Museum, Newark (New Jersey)
- The Cornell Farm , 1848;  The Grave of William Penn , c. 1847-1848; De landing van Columbus, c. 1837; The Peaceable Kingdom, c. 1834; Penn's Verdrag met de Indianen, c. 1840–1l44; en Portret van een kind, ca. 1840, National Gallery of Art, Washington
- The Peaceable Kingdom, 1830-1832, Montgomery Museum of Fine Arts, Montgomery (Alabama)
- Vreedzaam Koninkrijk van de Tak , ca. 1826-1830, Reynolda House Museum of American Art, Winston-Salem (North Carolina)